# Тайчиев, Камолджан Кадырович
Камолджан Кадырович Тайчиев (Тойчиев) (6 июля 1958) — советский и киргизский футболист, защитник. Мастер спорта СССР (1986).

## Биография
В первенствах СССР среди команд мастеров выступал в составе фрунзенской «Алги». Дебютировал в команде в сезоне 1976 года во второй лиге. В 1978 году со своим клубом стал победителем зонального турнира второй лиги, на следующий год провёл 40 матчей в первой лиге. Всего за «Алгу» выступал в течение 15 сезонов, сыграв несколько сотен матчей. В 1986 году игроку было присвоено звание мастера спорта СССР.
Участник футбольного турнира Спартакиады народов СССР 1979 года в составе сборной Киргизской ССР.
После распада СССР несколько лет выступал за клубы высшей лиги независимого чемпионата Кыргызстана. В 1992 году играл за бишкекский «Сельмашевец», а в первой половине 1993 года — за «Шумкар-СКИФ». Затем перешёл в «Спартак»/«Ак-Марал» из Токмака, с этим клубом стал серебряным (1993) и бронзовым (1994) призёром чемпионата, обладателем Кубка Кыргызстана (1994). Всего в высшей лиге Кыргызстана сыграл 64 матча.
Принимал участие в матчах ветеранов.